# Jossafat Moschtschytsch

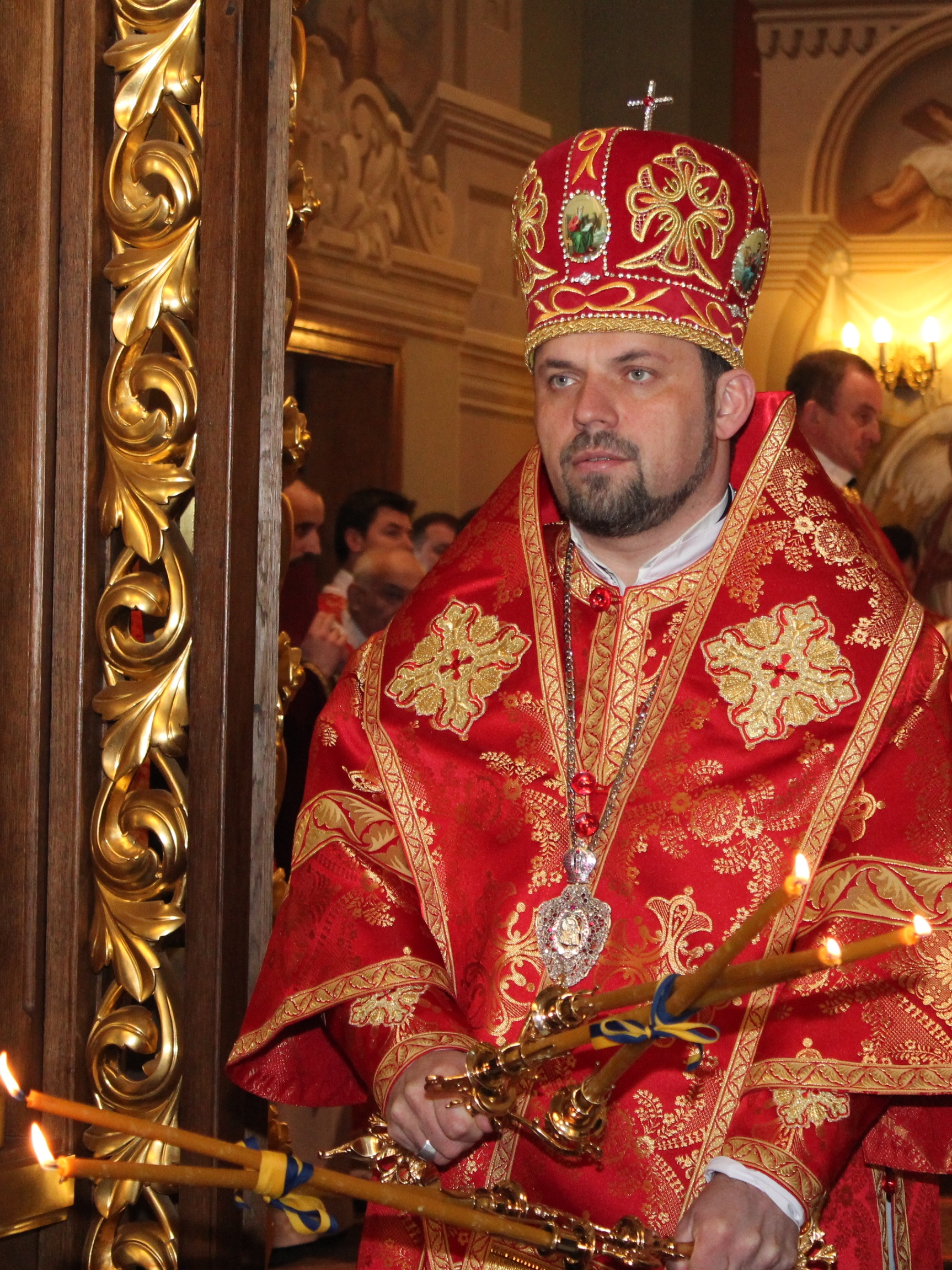
Jossafat Moschtschytsch

Wappen von Jossafat Moschtschytsch

Jossafat Moschtschytsch (ukrainisch Йосафат Мощич; * 16. September 1976 in Staryj Rosdil, Ukrainische SSR) ist ein Geistlicher der ukrainischen griechisch-katholischen Kirche und Bischof von Tscherniwzi.

## Leben
Nach der Ausbildung im Priesterseminar von Iwano-Frankiwsk empfing er am 26. September 1999 das Sakrament der Priesterweihe. Anschließend trat er der Missionsgemeinschaft vom heiligen Apostel Andreas, einer Kongregation bischöflichen Rechts, bei und legte im Jahr 2002 die Ewige Profess ab.
Die Synode der ukrainischen griechisch-katholischen Kirche wählte ihn zum Weihbischof in der Erzeparchie Iwano-Frankiwsk. Am 27. Mai 2014 bestätigte Papst Franziskus die Wahl und ernannte ihn zum Titularbischof von Pulcheriopolis. Die Bischofsweihe spendete ihm der Großerzbischof von Kiew und Galizien, Swjatoslaw Schewtschuk, am 3. August desselben Jahres; Mitkonsekratoren waren der Erzbischof von Lemberg, Ihor Wosnjak CSsR, und der Erzbischof von Iwano-Frankiwsk, Volodymyr Viytyshyn.
Am 12. September 2017 bestätigte Papst Franziskus Jossafat Moschtschytschs Wahl zum ersten Bischof der mit gleichem Datum errichteten Eparchie Tscherniwzi. Die Amtseinführung fand am 18. November desselben Jahres statt.